# Armeria apollinaris
Armeria apollinaris är en triftväxtart som beskrevs av Frère Sennen och Hermano Mauricio. Armeria apollinaris ingår i släktet triftar, och familjen triftväxter.
Inga underarter finns listade i Catalogue of Life.